# Edward Hawke, I barone Hawke
Lord Edward Hawke, I barone Hawke (Londra, 21 febbraio 1705 – Sunbury-on-Thames, 16 ottobre 1781), è stato un ammiraglio britannico.

## Biografia
Appartenente a un'antica famiglia di avvocati, discendeva da Waldemar Hawke, segretario di Oliver Cromwell e molto giovane fu avviato alla carriera militare di ufficiale in marina. Promosso tenente nel 1725 e capitano nel 1734, nel 1739 partecipò alla Guerra dell'Orecchio di Jenkins, distinguendosi nella battaglia di Porto Bello con l'ammiraglio Edward Vernon contro l'ammiraglio spagnolo Francisco Javier de la Vega.
Nel 1737 aveva sposato Chaterine Brooke e nel 1744 partecipò alla battaglia di Tolone.
Nominato contrammiraglio nel 1747 da Sir Peter Warren, gli venne affidata la Squadra dell'Ovest e nel maggio 1747 partecipò alla I battaglia di Capo Finisterre con l'ammiraglio Anson.
Nel 1747 catturò una squadra francese nel Golfo di Biscaglia durante la II battaglia di Capo Finisterre, facendo prigioniero l'ammiraglio francese Alfred de Desherbers de l'Ehnduére e ricevette al tempo stesso il titolo di barone Hawke.
Nel 1747 fu eletto al Parlamento dal Partito Whig in rappresentanza di Portsmouth.
Nel 1756 partecipò alla Battaglia di Minorca accanto ad Augustus Keppel e nel 1757, accompagnato da James Wolfe e da Sir John Mordaunt, a un raid su Rochefort in Francia nel corso del quale, il 23 settembre 1757, attaccò l'isola di Aix distruggendone le fortificazioni quasi terminate. L'anno successivo partecipò invece ad un attacco a Cherbourg e a Saint-Malo.
Il 20 novembre 1759 annientò la flotta francese dell'ammiraglio Hubert de Brienne de Connalais nella battaglia della baia di Quiberon, affiancato dall'ammiraglio Lord Edward Boscawen di Falphrouth, visconte.
Nel 1765 divenne viceammiraglio e nel 1766 ottenne la carica di primo lord dell'ammiragliato.

## Memoria
Hawke è citato nel racconto di Robert Louis Stevenson Long John Silver, che sostiene di aver combattuto agli ordini di Hawke. Un altro personaggio lo cita come "l'immortale Hawke".

### Luoghi che da lui prendono nome
- Capo Hawke, Nuova Galles del Sud
- Baia di Hawke, Nuova Zelanda
- Hawke's Bay, una delle 16 regioni della Nuova Zelanda, adiacente alla Baia di Hawke
- Hawke's Bay (Terranova e Labrador), città canadese nella provincia di Terranova e Labrador

Numerose istituzioni pubbliche inglesi portano il nome di Admiral Hawke in suo onore.